# Động vật trong Kinh Thánh

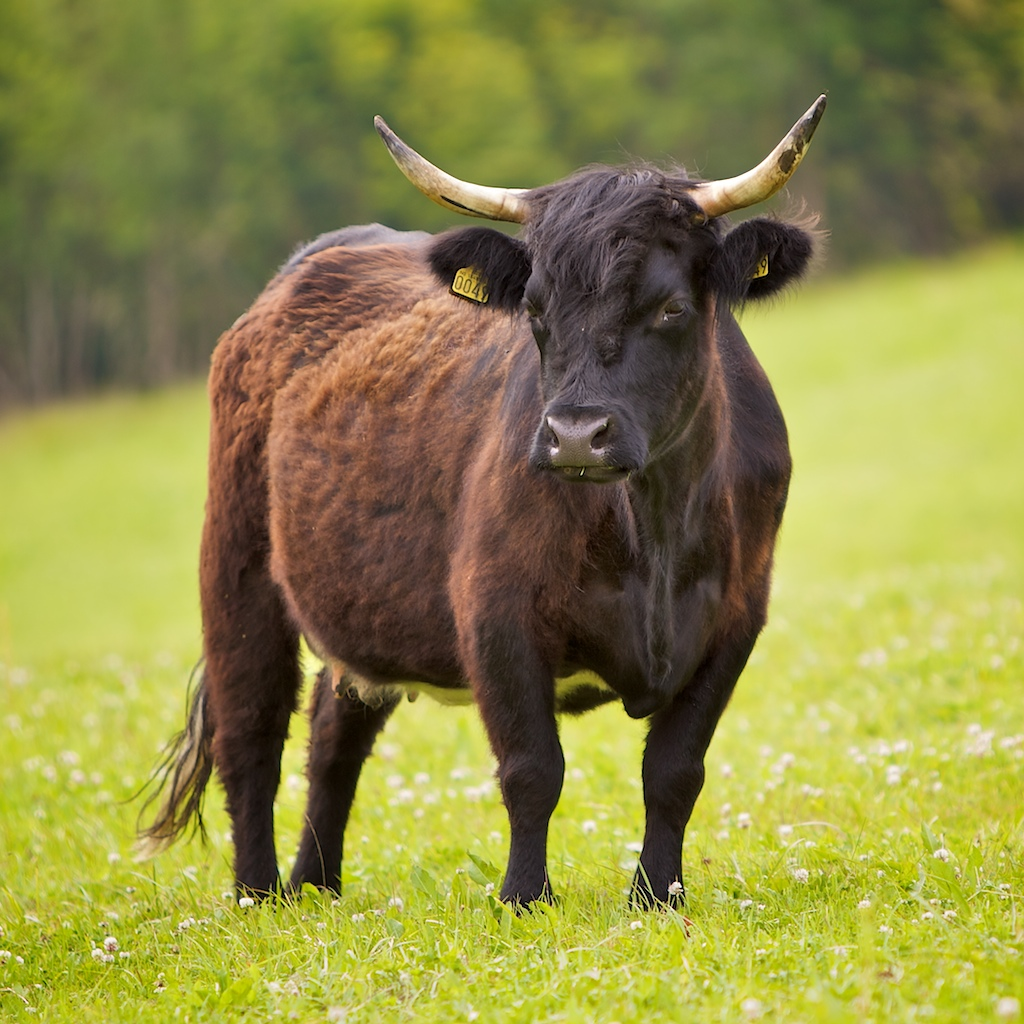
Bò nhà là một loài động vật được nhắc đến rất nhiều trong Kinh Thánh, chúng là loài chứng kiến cảnh Chúa Giê-su giáng sinh

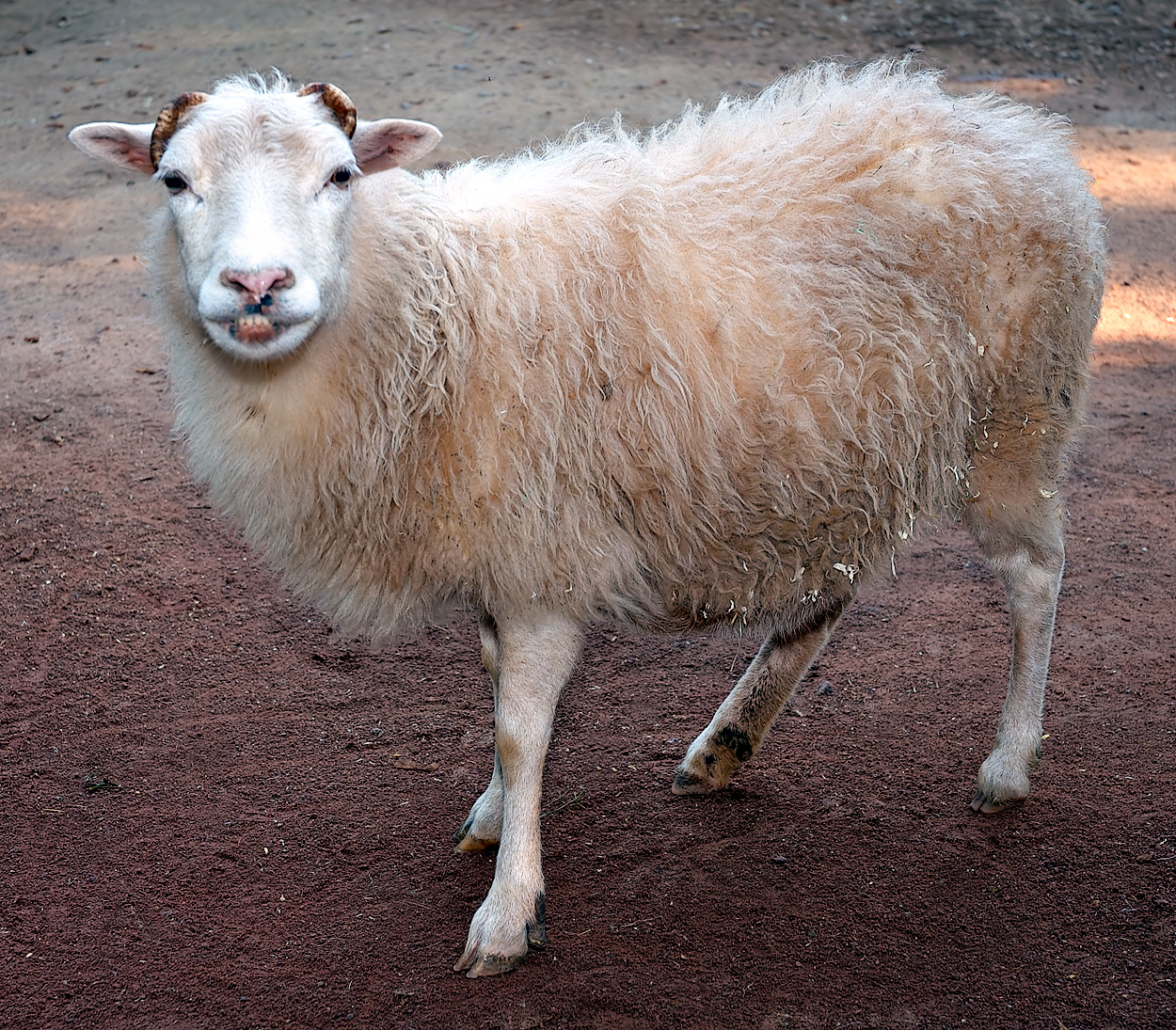
Con cừu được nhắc đến trong Kinh thánh như là loài vật ngoan ngoãn cần noi theo

Động vật trong Kinh Thánh chỉ về các loài động vật được đề cập đến trong Kinh Thánh, là các tài liệu có ảnh hưởng rộng lớn với phạm vi mô tả rộng đối với nhiều sự vật, hiện tượng, trong đó có mô tả về các loài muôn thú. Có gần 120 loài động vật đã được mô tả trong Kinh Thánh, nhiều trong số chúng là động vật có thực nhưng cũng nhiều loài là sinh vật huyền thoại. Kinh thánh nói nhiều đến loài vật và Kinh Thánh khá thường sử dụng, do minh họa cho các đoạn văn mô tả, đặc tính của động vật nhằm diễn tả một số thái độ của con người. Đạo Thiên chúa đã bãi bỏ tục thờ động vật mà chỉ thờ phượng Thiên Chúa.
Thời Cựu ước, dân Do Thái thường dùng cừu (chiên) trong việc tế lễ, dùng lừa và lạc đà trong việc di chuyển. Vì là dân du mục nên họ sống không nhất định một chỗ và mỗi lần di chuyển họ đều lùa theo tất cả gia súc. Gia súc và các loài thú nói đến nhiều nhất khi ông Nô-e mang từng cặp lên tàu để tránh nạn lụt Đại hồng thủy. Trong các loài muôn thú, ngoài loài cầm điểu có lông vũ và cánh, còn lại là loài thú máu nóng bốn chân, loài bò sát máu lạnh và loài cá dưới nước. Tuy côn trùng cũng là các sinh vật, nhưng chúng được liệt vào một giới sinh vật khác. Đối với các loài ăn được thì chia làm hai loại, loài vật thanh sạch và loài vật ô uế.

## Quan niệm

### Tương quan

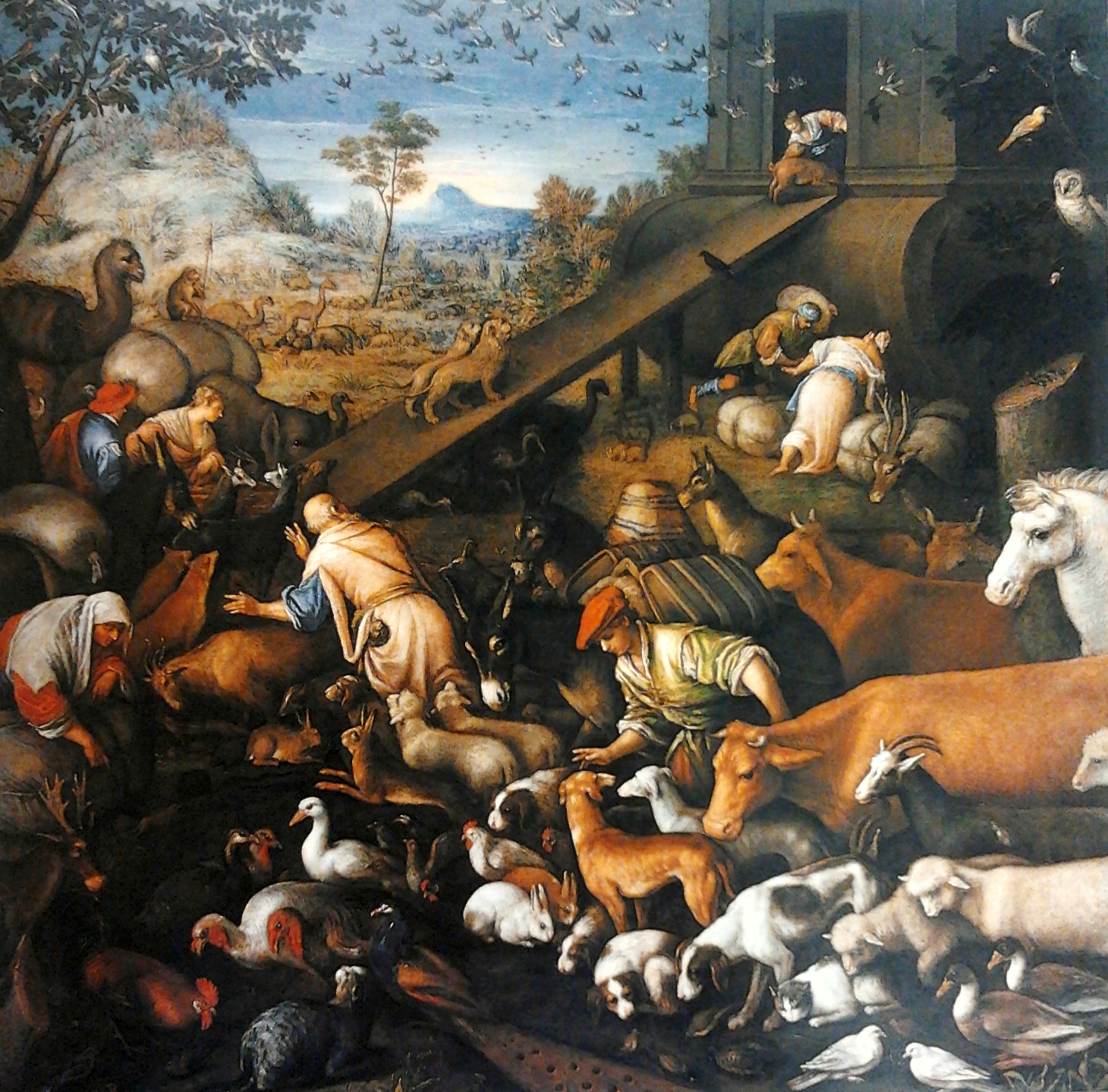
Các loài động vật lên tàu Nô-ê

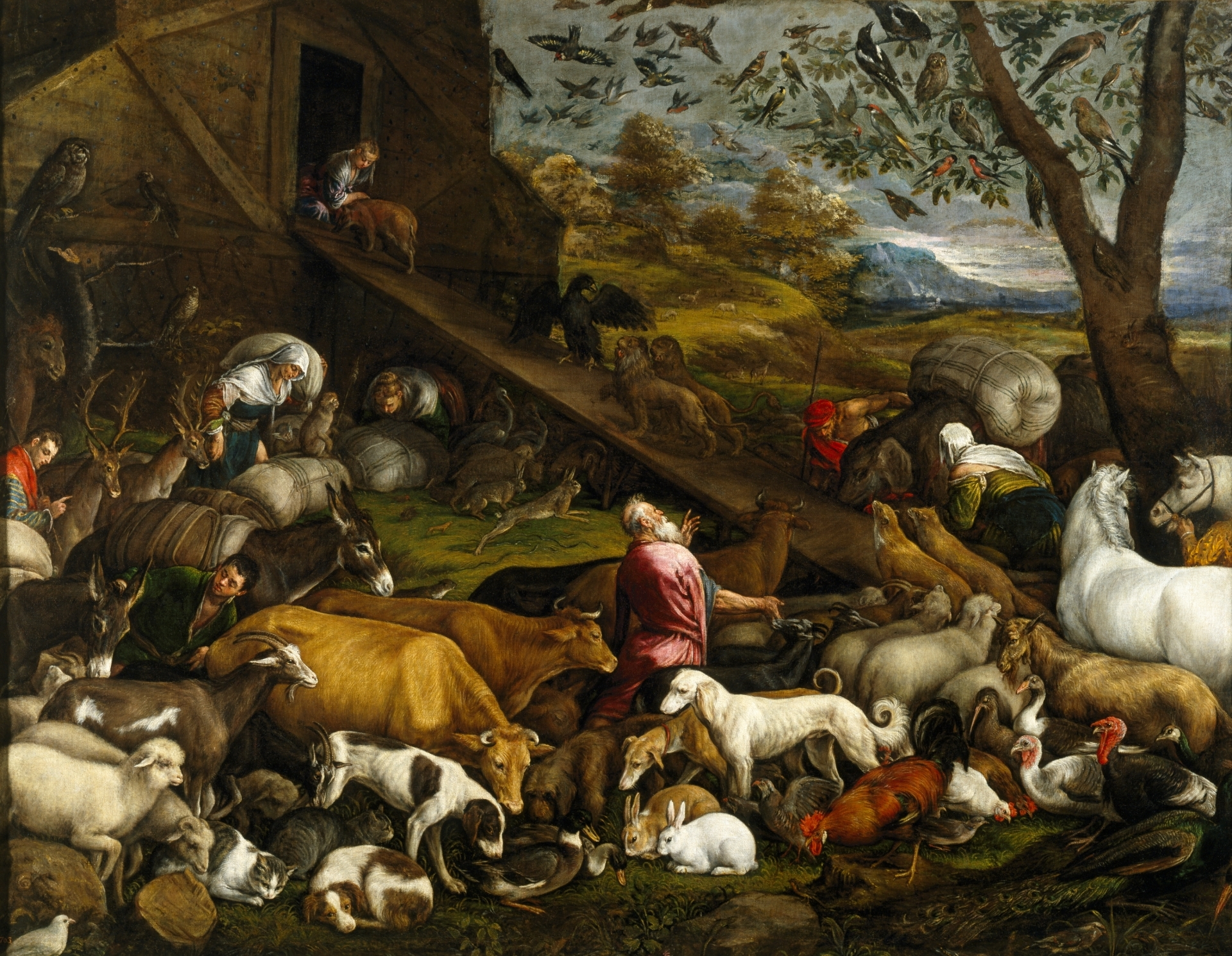

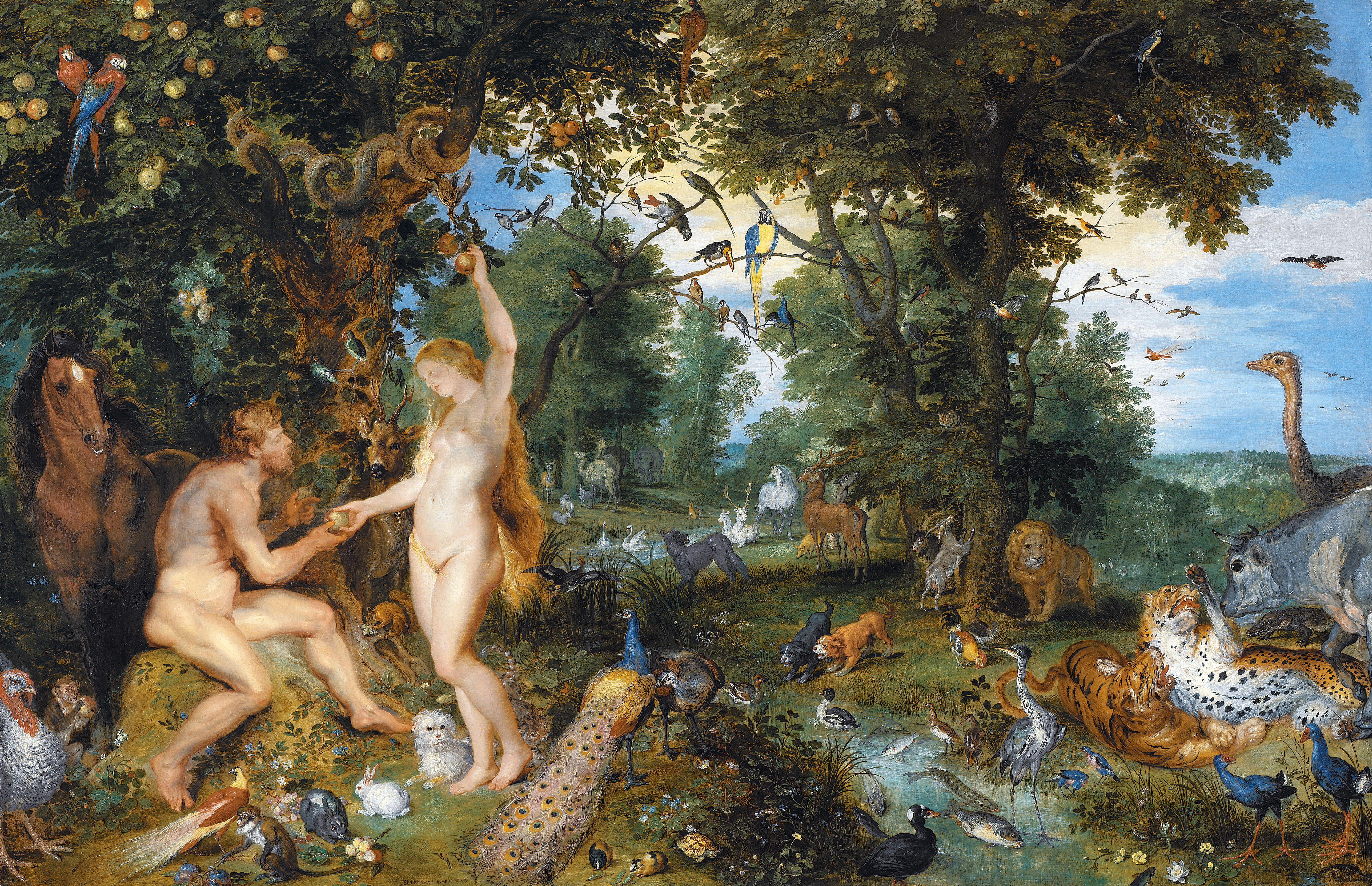
Các loài vật ở Vườn Địa Đàng

Theo Kinh Thánh thì các loài động vật có quan hệ mật thiết với con người từ thủa hồng hoang, Kinh Thánh nói rằng lúc sáng tạo, Chúa Trời làm nên các loài thú rừng tùy theo loại, súc vật tùy theo loại, và các con côn trùng trên đất tùy theo loại. Chúa Trời phán với con người là "hãy cai quản loài cá dưới biển, loài chim trên trời cùng các vật sống hành-động trên mặt đất". Kinh Thánh cho là con người và thú vật đều có hơi thở sự sống.
Sự khác biệt quan trọng nhất giữa con người và thú vật là con người được tạo dựng giống như hình ảnh của Chúa Trời còn thú vật thì không có được vinh dự này. Chúa Trời đã tạo dựng nên các loài thú vật như một phần trong tiến trình sáng tạo trong Sáng thế ký. Chúa Trời đã tạo dựng nên các loài thú vật và phán rằng chúng nó tốt lành không có lý do nào trên vùng đất mới không có loài thú nuôi, thú vật sống trong thời kỳ ngàn năm bình an.
Sự giống nhau giữa con người và con vật, đặc biệt là cả hai có chung nguồn gốc từ bụi cát và chung lối trở về lòng đất, hai loài tạo vật này, vốn được Chúa ban cho là loài sống, đã gắn bó với nhau hữu hảo. Chúng gần gũi con người đến nỗi chúng thuộc về giao ước được ký kết giữa Thiên Chúa và Noé và chúng cũng trở thành đối tượng của luật Môisen thì Ngày Sabat dành cho các tôi tớ cũng như cho bò. Nhiều loài vật cũng được tôn trọng và tượng trưng cho sự cao quý, chẳng hạn như Sư tử, Đại bàng, con bò, đây là ba con vật trong biểu tượng bốn hình hài hộ tống Ngai Chúa.

### Sự bác ái
Sau khi tạo ra cá, chim và loài vật sống dưới đất, Kinh Thánh nói rằng ông ta "thấy điều đó là tốt-lành". Tất cả những loài vật, từ loại nhỏ nhất cho đến lớn nhất, đều được quan tâm và yêu thương. Kinh Thánh đã nói: "Hết thảy loài vật nầy trông đợi Chúa, hầu cho Chúa ban đồ-ăn cho chúng nó theo giờ. Chúa ban cho chúng nó, chúng nó nhận lấy; Chúa sè tay ra, chúng nó được no nê vật tốt".
Kinh Thánh nói về sự bác ái, vị tha đối với muôn loài: "Người công bình coi-sóc sự sống của súc vật mình". Chúa Trời cũng ban cho nước Y-sơ-ra-ên xưa các luật liên quan đến việc chăm sóc loài vật. Vua Đa-vít đã cầu nguyện: "Hỡi Giê-hô-va, Ngài bảo tồn loài người và thú vật". Trong thời Đại Hồng Thủy, Giê-hô-va giữ tám người và đủ loại thú vật trước khi hủy diệt người. Kinh Thánh nói Chúa "ban đồ ăn cho thú vật, và cho quạ con kêu rêu".
Sự sắp đặt về ngày Sa-bát, một ngày nghỉ mỗi tuần, mang lại lợi ích cho thú vật của dân Y-sơ-ra-ên, vì loài vật cũng được nghỉ ngơi, dù không được phép làm việc vào ngày thánh đó, nhưng con người vẫn có thể giúp loài vật đang gặp khó khăn (Lu-ca 14:5). Chúa Trời cũng chỉ thị rằng phải cho những con bò ăn đầy đủ trong khi làm việc và không để loài vật làm việc quá sức. Không được phép cho bò và lừa mang ách chung để tránh gây thương tích cho con vật.
Kinh Thánh miêu tả sự thay đổi: "Bấy giờ muông sói sẽ ở với chiên con, beo nằm với dê con, bê, sư tử con với bò nuôi mập cùng chung một chỗ. Bò cái sẽ ăn với gấu, các con nhỏ chúng nó nằm chung, sư tử ăn cỏ khô như bò. Trẻ con đương bú sẽ chơi kề ổ rắn hổ mang, trẻ con thôi bú sẽ thò tay vào hang rắn lục". Một số tài liệu cũng cho biết "Bấy giờ sói sẽ ở với chiên con, beo nằm bên dê nhỏ. Bò tơ và sư tử non được nuôi chung với nhau, một cậu bé sẽ chăn dắt chúng".
Bò cái kết thân cùng gấu cái, con của chúng nằm chung một chỗ, sư tử cũng ăn rơm như bò. Bé thơ còn đang bú giỡn chơi bên hang rắn lục, trẻ thơ vừa cai sữa thọc tay vào ổ rắn hổ mang" và "Sói với chiên con sẽ cùng nhau ăn cỏ, sư tử cũng ăn rơm như bò, còn rắn sẽ lấy bụi đất làm lương thực", Thầy sai anh em đi như chiên đi vào giữa bầy sói. Vậy anh em phải khôn như rắn và đơn sơ như bồ câu.
Sự tương hỗ này thể hiện khi con người giúp loài vật, ông Noé đã cứu mỗi loài một cặp khỏi trận hồng thủy nhưng khi thì loài vật giúp con người: con lừa cái sáng suốt đã cứu Balaam (Ba-lam) hay các con quạ nuôi sống Êli; một con cá to lớn cứu sống Jonas, các con thú đã chỉ dẫn Gióp nhận biết quyền năng của Đấng Tạo Hóa, chúng nhắc nhở con người rằng Thiên Chúa không ngừng đổ tràn đầy ơn huệ của Ngài suốt tất cả các loài sống. 

### Phán xét
Đối với những con vật phạm tội, chúng sẽ bị trừng phạt hay kẻ giao hợp với thú vật sẽ bị trừng trị nghiêm khắc. Không chỉ các con vật trở thành đối tượng của luật Môisen và tham dự vào hình phạt của con người, mà chúng còn bị phán xử đích đáng, thường thì trở thành vật hiến tế và cũng được báo trước là vật hy sinh của Giao Ước Mới dành cho Thiên Chúa. Do tội lỗi nhiều loài động vật, hiện nay là nô lệ cho sự hư mất, các con vật bị thuần phục tìm lại sự hiền hòa ban đầu của chúng, khi thế giới sẽ hoàn toàn được thanh tẩy khỏi tội lỗi, những con thú hoang dã sẽ biến mất hay trở nên hiền hòa.
Theo Kinh Thánh thì súc vật có thể bị giết và được dùng làm lương thực cho con người. Chúa Trời cho phép con người giết loài vật để bảo vệ tính mạng hoặc để làm quần áo. Kinh Thánh cũng nói rằng con người có thể giết loài vật để làm thức ăn, trong Kinh Thánh: "Phàm vật chi hành động và có sự sống thì dùng làm đồ ăn cho các ngươi". Ngay cả Chúa cũng giúp các môn đồ bắt cá để ăn. 

## Các loài

### Conbò

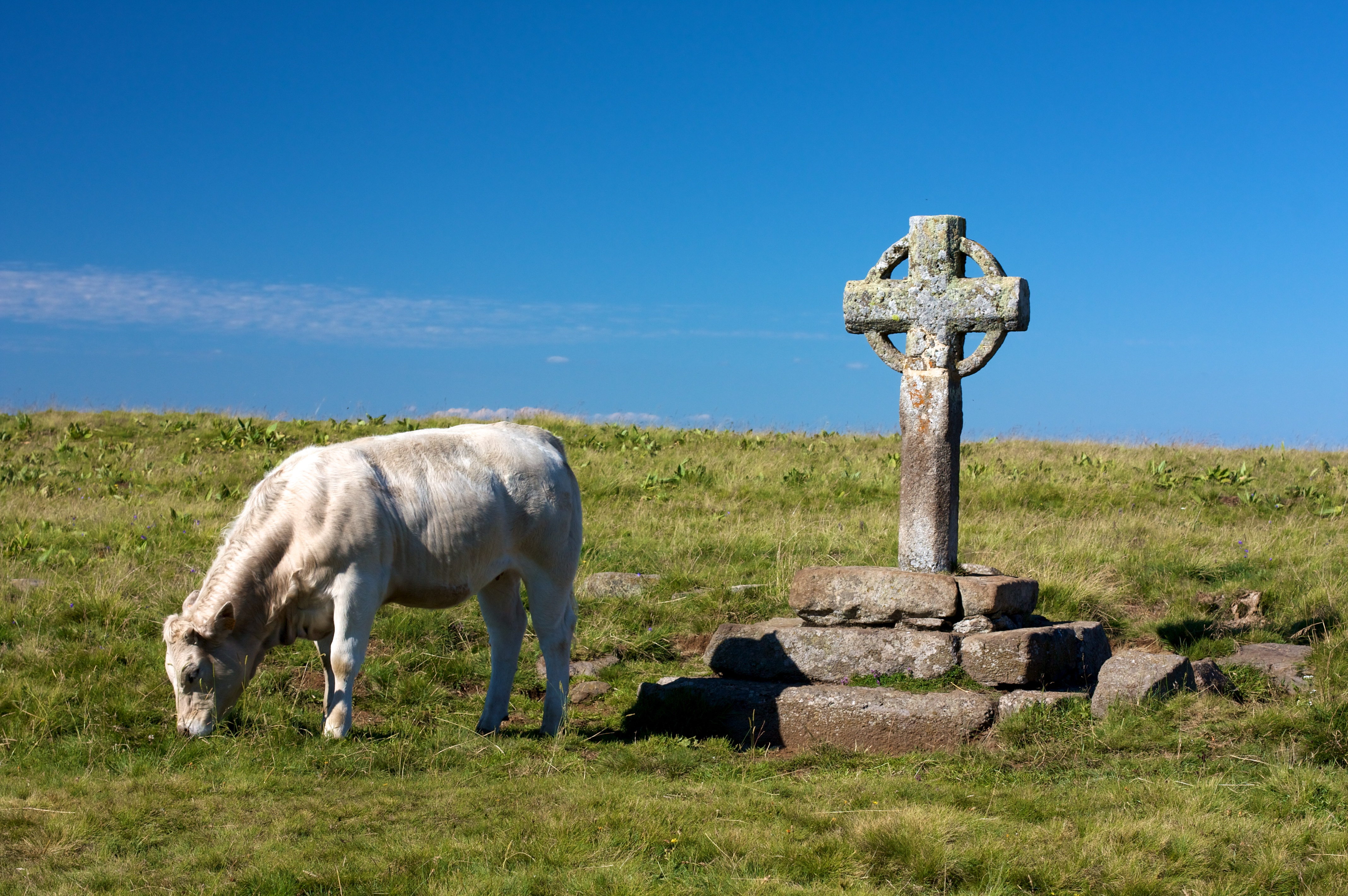
Một con bò trắng bên cạnh một cây Thập giá

Bò có ý nghĩa rất lớn trong Kinh Thánh, chúng là một trong những loài vật được nhắc đến sớm nhất tại Sách Dân số, phần đứa con của I-ê-xa-ren. Trong Kinh Thánh, chúng được gọi là Heifer (tiếng Do Thái: פָרָ֨ה אֲדֻמָּ֜ה; para adumma hay Tum'at HaMet, còn bò rừng là re'em hay yáhmûr) và đó là con bê đỏ hiến. Trong Kinh Thánh có nhắc đến con bò, đây là con vật rất gần gũi với người công giáo, cụ thể là trong hang đá ngày lễ giáng sinh hình tượng các con thú vật đứng nằm chung quanh đứa bé Giêsu được dựng bày chung quanh luôn có một hai con Bò. Vì Giêsu giáng sinh làm người trong chuồng súc vật giữa cánh đồng Bethlehem, con Bò cũng như con Cừu, con Lừa là nhân chứng cho việc sinh đẻ này.
Ý nghĩa về hình ảnh con bò trong Kinh thánh là vấn đề dùng con bò làm sinh tế theo luật Môise của Do Thái Giáo không áp dụng nữa, cho nên, thời nay hầu như chẳng ai chiêm bao thấy con bò trong ý nghĩa hiến tế. Hình ảnh đàn bò đang ăn cỏ trên đồng ruộng nói về sự yên ổn, thịnh vượng. Con bò kéo xe là việc lao động nặng nhọc chậm chạp, con bò nằm nhơi cỏ nhắc nhở phải suy nghĩ kỹ các dự định trước khi hành động. Con bò sữa là sự sung túc. Bò mộng hung hăng thì báo trước sự chống trả, tấn công cáo kiện. Bò cũng là biểu tượng của sự trụy lạc được gắn liền với con bò và màu xanh nước biển, liên tưởng đến câu chuyện nàng Europa bị thần Dớt bắt đi khi đội lốt con bò.
Trong Kinh Cựu ước cũng kể về câu chuyện một vi Vua Ai Cập, một giấc mơ, Vua thấy mình đang đứng trên bờ sông Nin và từ sông Nin có bảy con bò cái đi lên, hình dáng đẹp đẽ và da thịt béo tốt chúng gặm cỏ trong đám sậy. Rồi sau những con ấy, có bảy con bò cái khác từ sông Nin đi lên, hình dáng xấu xí và da thịt gầy còm, chúng đứng bên cạnh những con bò kia, trên bờ sông Nin. Bảy con bò cái hình dáng xấu xí và da thịt gầy còm ăn thịt bảy con bò cái hình dáng đẹp đẽ và béo tốt. Vua ra lệnh mọi người phải giải thích về giấc mơ này. Giuse giải thích rằng: Bảy con bò cái tốt là bảy năm, bảy bông lúa tốt là bảy năm, Bảy con bò cái ốm nhom và xấu xí đi lên sau chúng là bảy năm, và bảy bông lúa còi và nám cháy vì gió đông là bảy năm đói kém.
Trong Công giáo cũng có ý kiến chỉ trích người Do Thái vì tội thờ Con Bê Vàng, tuy họ vừa mới được Thiên Chúa cứu thoát khỏi kiếp sống nô lệ bên Ai Cập chưa được bao lâu, dân Israel đã đúc con bò vàng và coi đó là Thiên Chúa của mình, tổ chức cúng bái thờ lạy nó, rồi mở hội vui chơi nhảy múa. Chính dân Israel không tuân giữ giới răn của Chúa. Họ đã gây áp lực với tư tế Aharon để làm con bê vàng (Golden calf) thay thế Giavê Thiên Chúa là Đấng đã giải thoát Israel ra khỏi Ai Cập, đó chính là tội thời ngẫu tượng mà bị cấm. Trong kinh Cựu Ước bò được nhắc đến trong kinh Cựu ước thông qua câu chuyện về Chúa gọi và chọn ông Áp-ra-ham để khởi đầu cho một dân riêng của Chúa.
Chúa đã truyền cho ông Ap-ra-ham tìm vật đính ước gồm một con bò cái ba tuổi, một con dê cái ba tuổi, một con cừu đực ba tuổi, một chim gáy, và một bồ câu non làm vật tế lễ để thiết lập giao ước, các con vật phải ở hạn ba tuổi là vì chúng đang trong thời kỳ tinh tuyền, không vết nhơ, và không bị uế tạp. Máu chiên, bò, và dê đã trở thành biểu tượng và dấu ấn giữa Chúa và con người. Kinh Thánh cũng nói đến chuyện Chúa đã chê bài lễ vật: Máu bò, máu chiên dê ư, Ta đây chẳng có thèm đâu!. Sau này đi rao giảng Giêsu cũng nói đến hình ảnh con Bò: Thế ngày Sabát, ai trong các ngươi lại không cởi dây dắt Bò lừa rời máng cỏ đi uống nước. Trong sách Khải Huyền của Thánh Gioan nói đến hình con vật thứ hai giống như con Bò có cánh dương rộng ra đang đứng bên ngai Thiên Chúa ngày đêm hát ca tụng Người.

### Condê

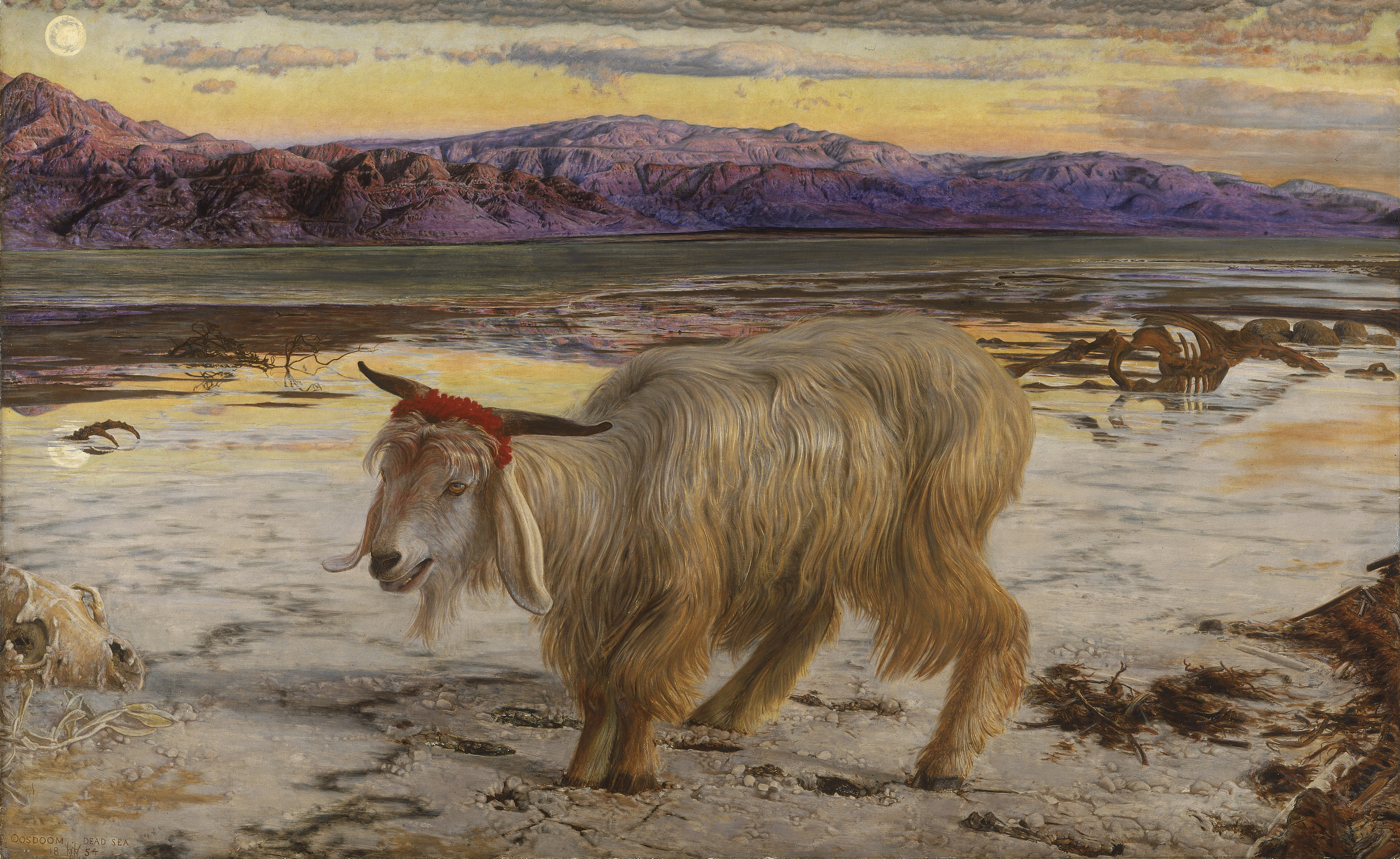
Họa phẩm về con dê gánh tội (עזאזל)

Trong Kitô giáo, hình ảnh con chiên, con dê rất gần gũi với người Do Thái từ mấy ngàn năm nay. Đức chúa Giêsu chào đời trong máng cỏ tại một hang có nhiều dê, chiên, lừa thở hơi ấm. Ngoài ra, hình ảnh con chiên, con dê hy sinh, nhận lãnh làm của đền tội cho dân Do Thái. Trong Kinh thánh còn cho thấy dê chính là vật cưng của Quỷ Satan (Baphomet). Sự lười biếng được gắn liền với con dê và màu xanh nước biển nhạt. Lười nhác luôn già cỗi như những con dê núi. Những chòm râu dài, đôi mắt ti hí, cái dáng vẻ nhai cỏ thật chậm và cái mồm bỏm bẻm làm cho những con dê non trông cũng già như những con dê cụ.
Trong các kinh Cựu ước và Tân ước có đề cập đến hình tượng hai con dê dùng để hiến tế. Con thứ nhất là con dê tạ tội tức là con dê bị giết để tạ tội với Chúa, còn con dê thứ hai là con dê gánh tội là con dê bị yểm trù mọi tội lỗi của người Do Thái trút lên nó rồi đuổi nó vào sa mạc. Cả hai con dê đều liên quan đến nghi thức hiến tế và được đề cập rất cụ thể, từng chi tiết và sống động trong các tài liệu của Kitô giáo. Trong kinh Cựu Ước: Dê được nhắc đến trong kinh Cựu ước thông qua câu chuyện về Chúa gọi và chọn ông Áp-ra-ham để khởi đầu cho một dân riêng của Chúa.
Chúa đã truyền dạy cho ông Áp-ra-ham tìm vật đính ước gồm một con bò cái ba tuổi, một con dê cái ba tuổi, một con cừu đực ba tuổi, một chim gáy, và một bồ câu non làm vật tế lễ để thiết lập giao ước. Lý do các con vật phải ở hạn ba tuổi là vì chúng đang trong thời kỳ tinh tuyền, không vết nhơ, và không bị uế tạp. Người dâng tiến lễ vật sẽ đặt tay trên con dê. Con dê sẽ bị giết, và con cháu ông A-ha-ron sẽ rảy máu con dê chung quanh bàn thờ.
Người đầu mục đó phải tiến dâng một con dê đực còn non và vẹn tuyền lên cho Chúa để làm lễ tạ tội. Con dê sẽ bị giết và vị tư tế dùng tay bôi máu con vật lên các góc của bàn thờ, số máu còn lại thì đổ xuống chân bàn thờ. Luật lệ này cũng được áp dụng lên toàn thể cộng đồng Do thái nếu họ vô ý không giữ mệnh lệnh của Chúa, thông qua luật Mô-sê. Khi toàn thể cộng đồng vô ý phạm phải một luật định của Mô-sê, thì toàn thể cộng đồng phải dâng một số con vật như đã kể ở trên, kể cả một con dê đực để làm lễ xá tội.

### Concừu

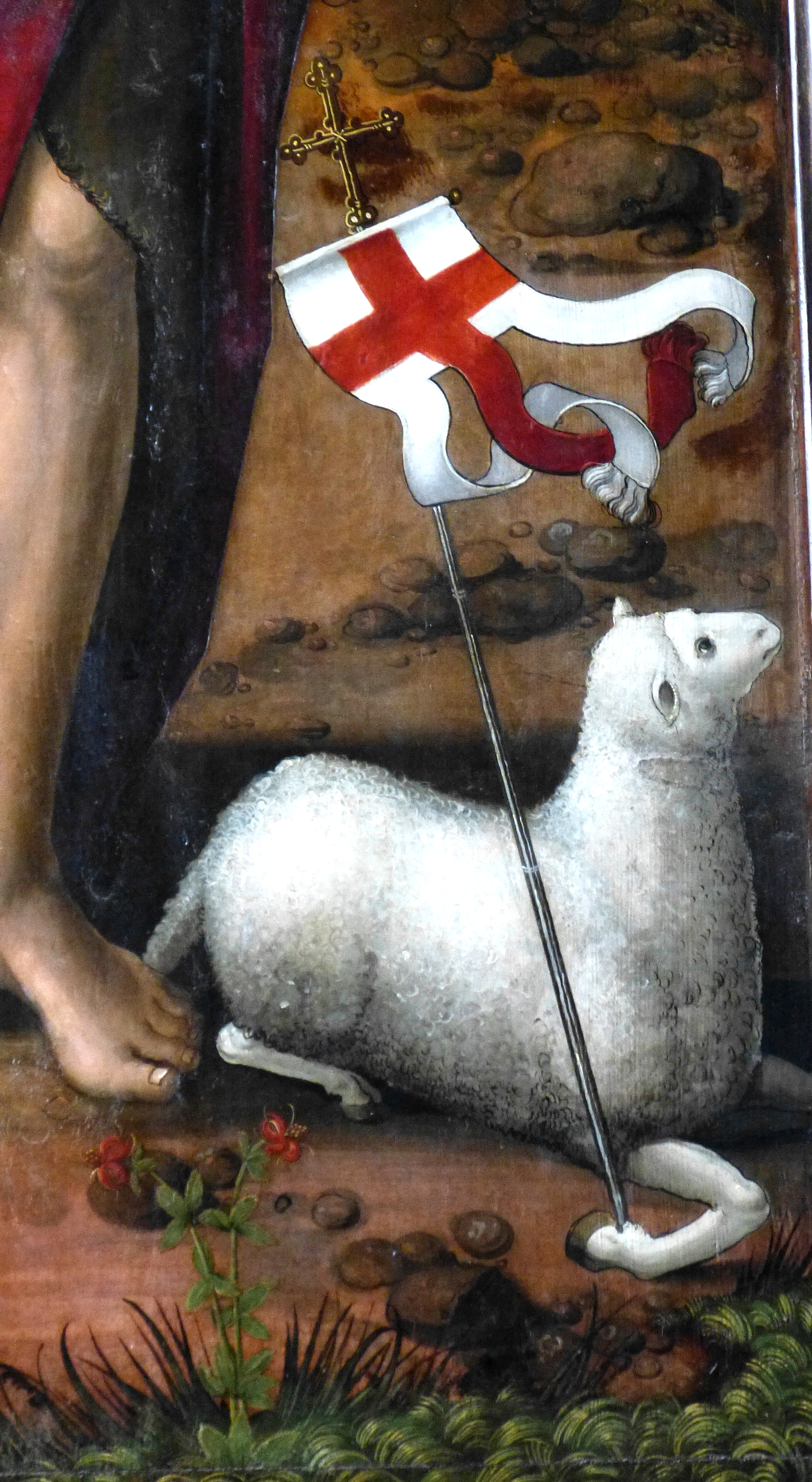
Chiên Thiên chúa

Cừu đóng một vai trò quan trọng trong tất cả các tôn giáo khởi thủy từ Abraham gắn liền với các nhân vật như Abraham, Isaac, Jacob, Moses, Đa-vít và các các mục đồng. Theo những câu chuyện Kinh Thánh về Isaac có một con cừu đực (cừu đực) như là sự hy sinh như một sự thế mạng cho Isaac sau khi một thiên thần giữ lấy tay của Abraham Hình ảnh bầy chiên nằm nghỉ nơi đồng cỏ xanh tươi và mé nước yên lành, cho biết Hội thánh đang được dẫn dắt và nuôi dưỡng đúng theo ý Chúa. Còn đàn chiên gầy guộc trong chỗ khô hạn thì có ý nghĩa ngược lại. Chiên con vẫn luôn mang ý nghĩa là tín hữu mới tin Chúa hoặc còn rất non trẻ trong đức tin.
Trong Kinh Thánh kể về chuyện Chúa giáng sinh trong hang đá ngày lễ giáng sinh hình tượng các con thú vật đứng nằm chung quang đứa bé Giêsu được dựng bày chung quanh luôn có con Cừu cùng với con Lừa và con Bò là nhân chứng cho việc sinh đẻ này. Chúa Giêsu được mô tả như là kẻ chăn dắt với những con cừu là Kitô hữu hay còn gọi là con chiên. Tín đồ của Kitô giáo thường được gọi chung là một đàn chiên cần kẻ chăn dắt thông qua các dụ ngôn, một số thánh Kitô giáo được coi là người chăn chiên và thậm chí cả con cừu của chính mình, tức là tự chăn dắt, tự răn chính mình.
Trong kinh thánh có kể câu chuyện khi Jacob lúc này làm nghề chăn cừu và trong một dịp, ông dến Haran, ông ta nhìn thấy một tốp các mục đồng đang chăn cừu và gặp cô con gái nhỏ nhắn là Rachel (tiếng Do Thái: רחל, phát âm: Raḥel, Rāḫēl, Rāḥēl, Raḥel, có nghĩa là cừu) con của Laban, người em họ đầu tiên của Jacob, Rachel đang làm việc chăn cừu và may mặc áo lông trừu. Trong thấy Rachel, Jacob yêu cô ngay lập tức, và sau đó một tháng Jacob cầu hôn Rachel. Con chiên hay cừu nhỏ và đơn độc có nghĩa là lễ vật hi sinh, nhưng bầy chiên là tín hữu Hội thánh của Đức Chúa Giêxu. Ngày nay, người ta còn có thuật ngữ những cừu đầu đoàn đeo chuông. 

### Conngựa
Con ngựa cao to tượng trưng cho sức mạnh, sức chạy nhanh, chạy đua hay kéo xe kéo vật nặng. Một ngựa làm việc nói về sự vất vả vì đơn độc trong linh vụ hay công việc, nhưng hình ảnh hai ngựa cùng kéo xe hay làm việc chung là sự nhắc nhở phải cộng tác với anh em đồng đức tin để đạt kết quả gấp bội. Nếu một con ngựa có đủ sức kéo hơn một tấn vật nặng, nhưng hai con ngựa hợp lực có thể kéo tới năm tấn vật nặng.
Một bầy ngựa hoang thì có ý nghĩa hoàn toàn khác. Ngựa hoang sống thành từng bầy lang thang khắp đó đây nhưng không ích lợi gì. Nếu nằm mơ thấy bầy ngựa hoang, thì hoặc là tập thể đó vô kỷ luật, hoặc không ích lợi gì cho việc chung. Có vài khúc Kinh-thánh nói đến những con ngựa có màu lông khác nhau và cũng nói ý nghĩa của khải tượng đó. Sự kiêu ngạo được gắn liền với con ngựa và màu tím. Kiêu hãnh đứng ở vị trí thứ nhất trong bảy tội lỗi chết người này.

### Con lừa

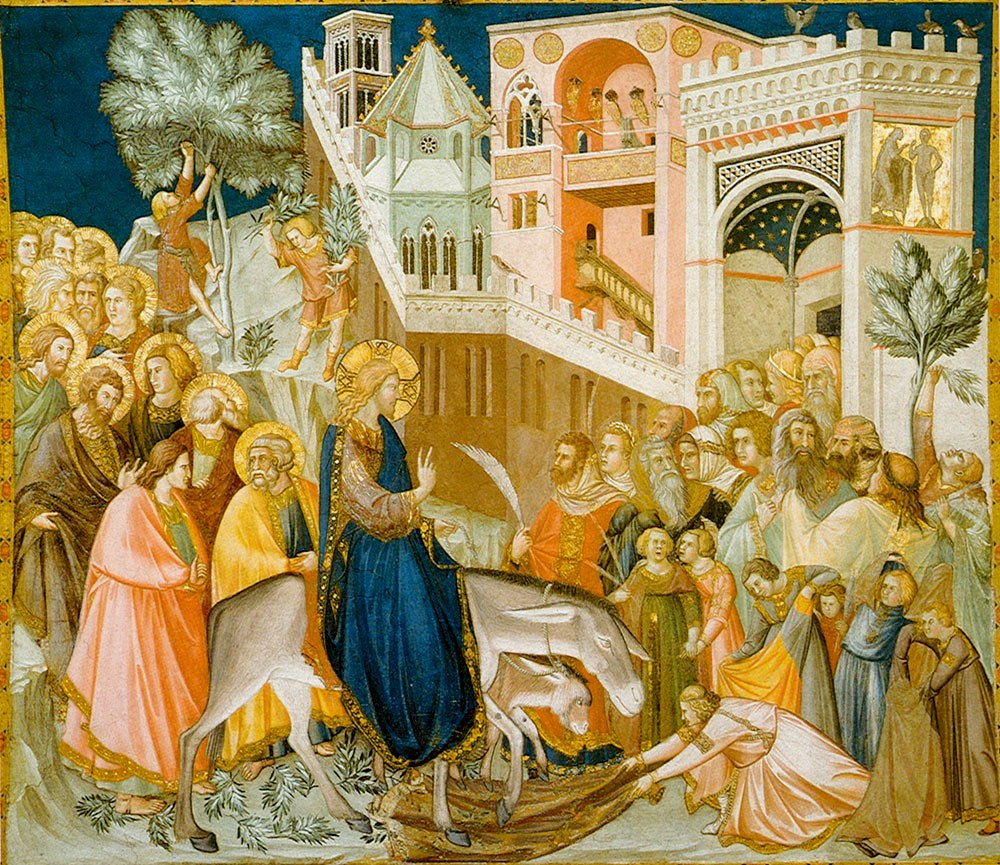
Tranh vẽ về cảnh Chúa cưỡi lừa tơ vào thành (chủ nhật lễ lá)

Trong Kinh Cựu ước và Tân ước đều đã nhắc đến con lừa. Trong thời Kinh Thánh, các con lừa chưa từng được cưỡi đặc biệt được dùng trong các nghi thức tôn giáo. Những đoạn trong Kinh Thánh chép về con lừa là: Ma-thi-ơ 21:1-11; Mác 11:1-10; Lu-ca 19: 29- 38; Giăng 12:12-16. Trong đó có câu kinh chép rằng: "Hãy nói với con gái thành Si-ôn rằng: Nầy Vua ngươi đến cùng ngươi nhu mì, cỡi lừa và lừa con, là con của lừa cái mang ách" (Ma-thi-ơ 21:5). Kinh Tân ước đã ghi chép Giê-su thực hành giảng đạo, trước khi bị treo trên thập tự giá thì đã cần dùng con lừa con để cỡi vào thành Giê-ru-sa-lem. Các nhà thần học Kitô giáo tin rằng tượng trưng được tiên tri trước trong Cựu Ước: Zechariah 9:9 "Vua của Sion-Hãy xem, vua của bạn đến với bạn, chính đáng và chiến thắng, cưỡi trên một con lừa, trên một con ngựa, một con lừa đực".
Câu nói "Nếu có ai nói chi với các ngươi, hãy trả lời rằng: Chúa cần dùng hai con lừa đó, tức thì họ sẽ gửi lừa đi" khi Giê-su yêu cầu con lừa con để thực hiện nghi thức hoàng gia là chở vào thành Giê-ru-sa-lem và “chở” Chúa đến khắp các thành phố, Chúa cần nhiều “con lừa” là những con người khiêm nhường chở vào thành Giê-ru-sa-lem. Ma-thi-ơ 21:5: “Ngài nhu mì cỡi lừa, đó là lừa tơ, con của con lừa thuần chủng mang ách”. Ngoài ra Chúa cỡi lừa hàm ý Chúa Giê-su là Vua Hòa Bình hay Vua Bình An. Hình ảnh người cỡi lừa có ý nghĩa trái ngược với hình ảnh một người cỡi ngựa, vì con ngựa hàm ý về giặc giã, chiến tranh: “Ngựa sắm sửa về ngày tranh chiến” (Châm Ngôn 21:31). Việc Giê-su tới thành Giê-ru-sa-lem trên con lừa trở thành biểu tượng của ông như là Hoàng tử Hòa bình, không phải một vị vua ưa chiến tranh.

### Conchó
Hình ảnh con chó sói (shû'ãl hay 'íyyîm hay tãn) cũng có nghĩa khác nhau tuỳ theo hành động. Hoặc là bạn hết lòng trung thành, hoặc báo động sự tấn công của kẻ ác. Không chỗ nào trong Kinh Thánh nói tốt về loài chó. Kẻ thù được gọi là con chó. Nếu chiêm bao gặp chó sói là điềm báo động về sự tấn công hèn hạ và hiểm ác của người thù ghét mình. Sự ghen tị được gắn liền với con chó và màu xanh. Ghen tỵ không hung hổ như một con sư tử mà nó từ tốn như một con chó sói. Và cũng như chó sói, ghen tỵ không đứng một mình mà đi theo bầy đàn. Đầu tiên nó sẽ quan sát con người như bầy chó sói quan sát con mồi của nó. 

### Conmèo
Con mèo (Bar) xuất hiện trong chiêm bao cũng mang vài nghĩa khác nhau. Nếu nó là con mèo nhà thân thiện, là nói về điều chi đó gần gũi thân mật. Nhưng nếu là con mèo xa lạ thì là biểu tượng của uế linh, hoặc thứ tinh thần không tuân theo kỷ luật của tập thể, lúc nào cũng làm theo ý riêng. Ngày trước, Giáo hội Công giáo đôi khi cho rằng mèo đen là ma quỷ, điềm xui, dù là mèo đen hay mèo trắng thì chúng cũng vậy. Vào thế kỷ XVII, mèo đen là cặp đôi với phù thủy, thay vì được tôn thờ, nó lại trở thành một con vật đáng sợ. Chúng được sử dụng trong những nghi lễ hiến tế như là vật hi sinh. 

### Conthỏ
Trong Thiên Chúa giáo có hình tượng Thỏ Phục Sinh là con thỏ đem lại trứng phục sinh, thỏ Phục Sinh ban đầu đóng vai trò một người phân xử, đánh giá xem liệu những đứa trẻ đã cư xử ngoan ngoãn hay là không vâng lời vào lúc bắt đầu mùa Phục Sinh. Thỉnh thoảng, thỏ Phục Sinh được mô tả là có mặc quần áo, nhân vật này mang những quả trứng có màu trong giỏ của mình, kẹo và đôi khi cả đồ chơi đến nhà của trẻ nhỏ Vào ngày Lễ Phục sinh, người ta thường trao tặng nhau những món quà như thỏi socola có hình thỏ mẹ, hay hình quả trứng được trang trí nhiều màu sắc.
Trong các quan niệm của người Hy Lạp-La Mã, sự tồn tại của thỏ mang ý nghĩa về sự sinh sôi. Thỏ cũng là loài liên quan mật thiết đến thần Dionysus, vị thần của tình yêu, con cái và cuộc sống. Thỏ còn là hình ảnh quen thuộc trong lễ phục sinh của người theo đạo Thiên chúa. Với sự tinh nghịch và dễ thương, chú thỏ đem lại sự hy vọng và tươi mới như nữ thần mùa xuân. Giáo hoàng Francesco từng nói các giáo đồ của mình rằng, không nên sinh sôi nảy nở “như loài thỏ”, đặc điểm này thể hiện rõ nhất trên người thỏ cái, với khả năng sinh sản chóng mặt, thỏ cũng được coi là biểu tượng của sự sinh sản, sức sống dồi dào mạnh mẽ.
Có nhiều giải thích khác nhau về nguồn gốc thỏ phục sinh nhưng phổ biến nhất, nó được cho là có liên quan đến lễ hội Eostre của người Anglo-Saxon cổ xưa, gắn liền với một truyền thuyết về Ostara (còn gọi là Eastre) là nữ thần mùa xuân, nữ thần của sự sinh sản. Nữ thần rất thích bầu bạn với một con thỏ, vốn cũng là một biểu tượng của sự sinh sản (thỏ rất mắn đẻ). Lễ hội này sau đó thâm nhập vào cộng đồng Thiên Chúa giáo và con thỏ, biểu tượng của Eostre, cũng trở thành biểu tượng của Easter (lễ Phục sinh), nguồn gốc có thể đến từ những người nhập cư Đức với câu chuyện về một con thỏ rừng tên Osterhase đẻ ra những quả trứng lấp lánh.

### Bồ câu
Trong Do Thái giáo và Kitô giáo, con chim bồ câu (yônah) là biểu tượng của hòa bình bởi vì theo Kinh Thánh, nó đã đem cành ô liu báo hiệu cho con tàu Nô-ê rằng Thiên Chúa đã thôi cơn thịnh nộ. Bên cạnh đó, Tân Ước cũng ghi nhận chim bồ câu tượng trưng cho Chúa Thánh thần, xuất hiện như một biểu tượng cơ bản của sự trong sáng, sự chất phác, sự hòa thuận, sự hy vọng. Một biểu hiệu khác là chim bồ câu, theo Phúc Âm Nhất Lãm và Phúc Âm thánh Gioan được biểu hiện trong việc Chúa Giêsu lãnh nhận phép rửa ở sông Dược Đăng.
Các thánh ký nói về chim bồ câu hầu như bằng cùng một từ ngữ. Các tầng trời mở ra và Người thấy thần linh Thiên Chúa như chim bồ câu xuống và đến trên Người. Giêsu mà biểu hiệu chim bồ câu mới cần phải được nhấn mạnh bằng hình ảnh nghệ thuật và bằng những bức tranh phác tả mầu nhiệm Chúa Thánh Thần. Trong Cựu Ước, chim bồ câu đã làm sứ giả cho việc giao hòa giữa Thiên Chúa với nhân loại vào thời Noe. Chim bồ câu đã mang lại cho vị tổ phụ này tin tức về trận lụt tràn ngập mặt đất. Trong Kitô giáo, Thánh Côlumbanô hay là Columbán, tức bồ câu màu trắng.

### Congà

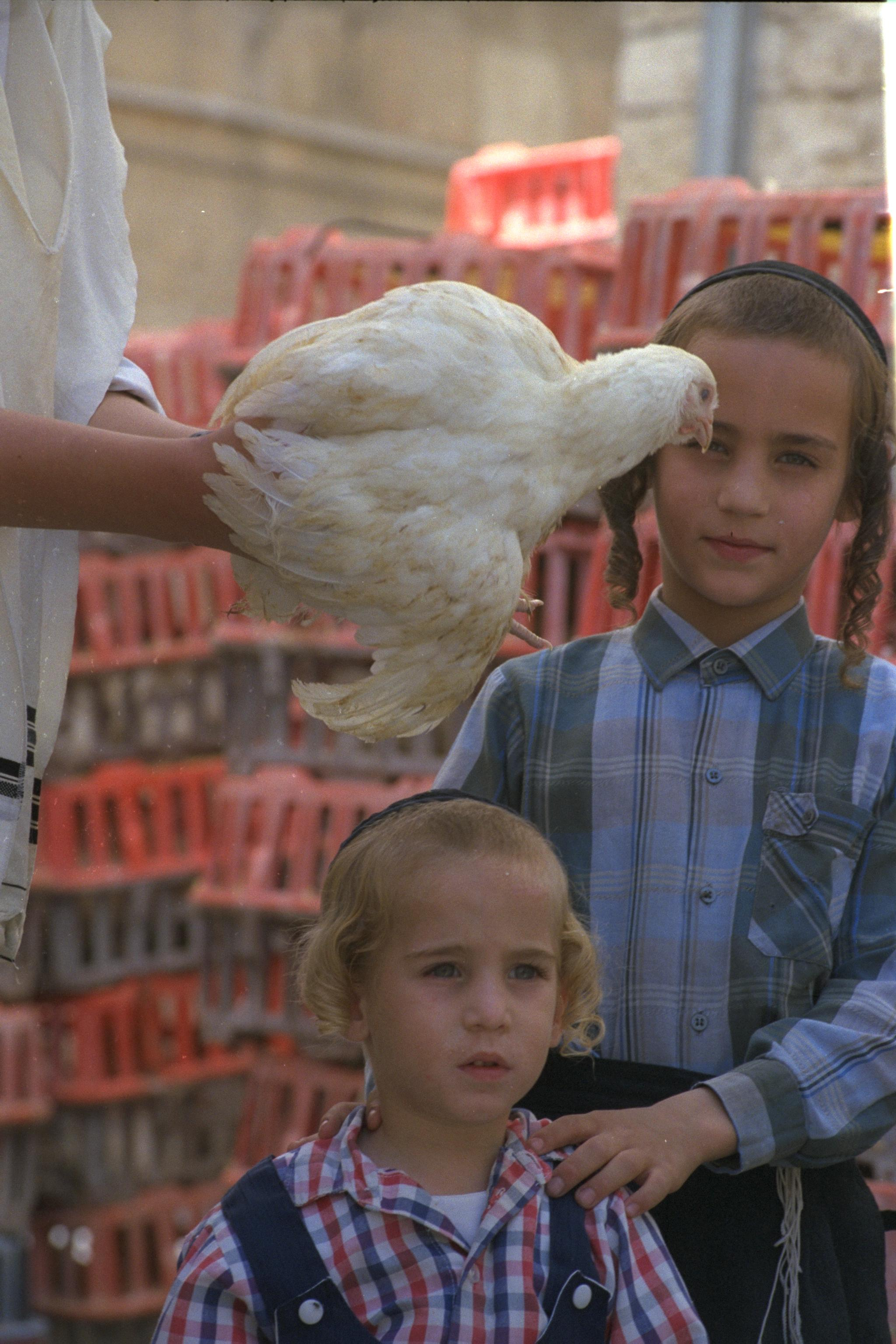
Gà hiến sinh Kaparot của người do thái

Theo lệ thường, người Do Thái giáo chính thống sẽ đưa đưa một động vật ăn kiêng (kosher) quanh đầu mình và xả thịt nó vào buổi chiều trước ngày Yom Kippur ngày sám hối linh thiêng của người Do Thái trong một nghi thức gọi là kapparos. Động vật thường dùng là gà (alektór) do chúng có sẵn (và có kích cỡ vừa tay cầm). Nghi lễ hiến tế này mang ý nghĩa rằng động vật đó sẽ mang đi mọi tội lỗi của người làm lễ. Thịt của con vật sau đó sẽ được bố thí cho người nghèo. Phụ nữ mang gà mái đến dự lễ trong khi đàn ông mang gà trống. Mặc dù nghi lễ này không thực sự mang ý nghĩa hiến tế như trong kinh thánh nhưng cái chết của vật hiến tế nhắc nhở những kẻ sám hối rằng sinh mạng của họ nằm cả trong tay Thượng đế.
Sách Talmud có nói đến việc học hỏi "tính lịch thiệp đối với bạn đời" từ gà trống (Eruvin 100b), khi gà trống tìm thấy thứ gì ăn được, nó sẽ gọi các gà mái đến ăn trước. Sách Talmud viết "Giả sử nếu chúng ta không có kinh Torah thì chúng ta sẽ họ sự nhu mì từ mèo, sự cần cù lao động lương thiện từ kiến, sự trinh bạch từ bồ câu và sự lịch thiệp từ gà trống" - (Jonathan ben Nappaha. Talmud: Erubin 100b). Trong kinh Tân Ước, Giê-su đã tiên đoán sự phản bội của Thánh Phêrô: "Thầy bảo thật anh, nội đêm nay, gà chưa kịp gáy, thì anh đã chối Thầy ba lần", lời tiên tri đó đã thật sự trở thành sự thật. Điều này khiến gà trống trở thành biểu tượng của sự cảnh giác và sự phản bội. Kinh Thánh còn nhắc đến sự hào phóng của gà trống. Sự hào phóng của gà trống được nói đến ở đây nhấn mạnh vào đặc tính khi gà trống tìm thấy thức ăn, nó sẽ ngay lập tức gọi các gà mái đến.
Trong Phúc Âm Mát-thêu, Phúc âm Máccô và Phúc âm Luca của Tân Ước đều đề cập chuyện gà trống đóng vai trò là hiện thân của Giê-su. Vào thế kỷ 6, Giáo hoàng Grêgôriô I tuyên bố gà trống là biểu tượng của Kitô giáo. Chúa Giê-su so sánh ông với gà mái mẹ khi nói về Jerusalem: Hỡi Jerusalem, Jerusalem, ngươi giết các đấng tiên tri và ném đá những kẻ chịu sai đến cùng ngươi, bao nhiêu lần ta muốn nhóm họp các con ngươi như gà mái túc con mình lại ấp trong cánh, mà các ngươi chẳng hứng hay “Hỡi Giê-ru-sa-lem, Giê-ru-sa-lem, ngươi đã giết các nhà tiên tri và ném đá những người được sai đến! Đã bao lần ta muốn nhóm con cái ngươi lại, như gà mẹ túc con mình dưới cánh! Nhưng các ngươi không muốn” (Ma-thi-ơ 23:37).

### Sư tử

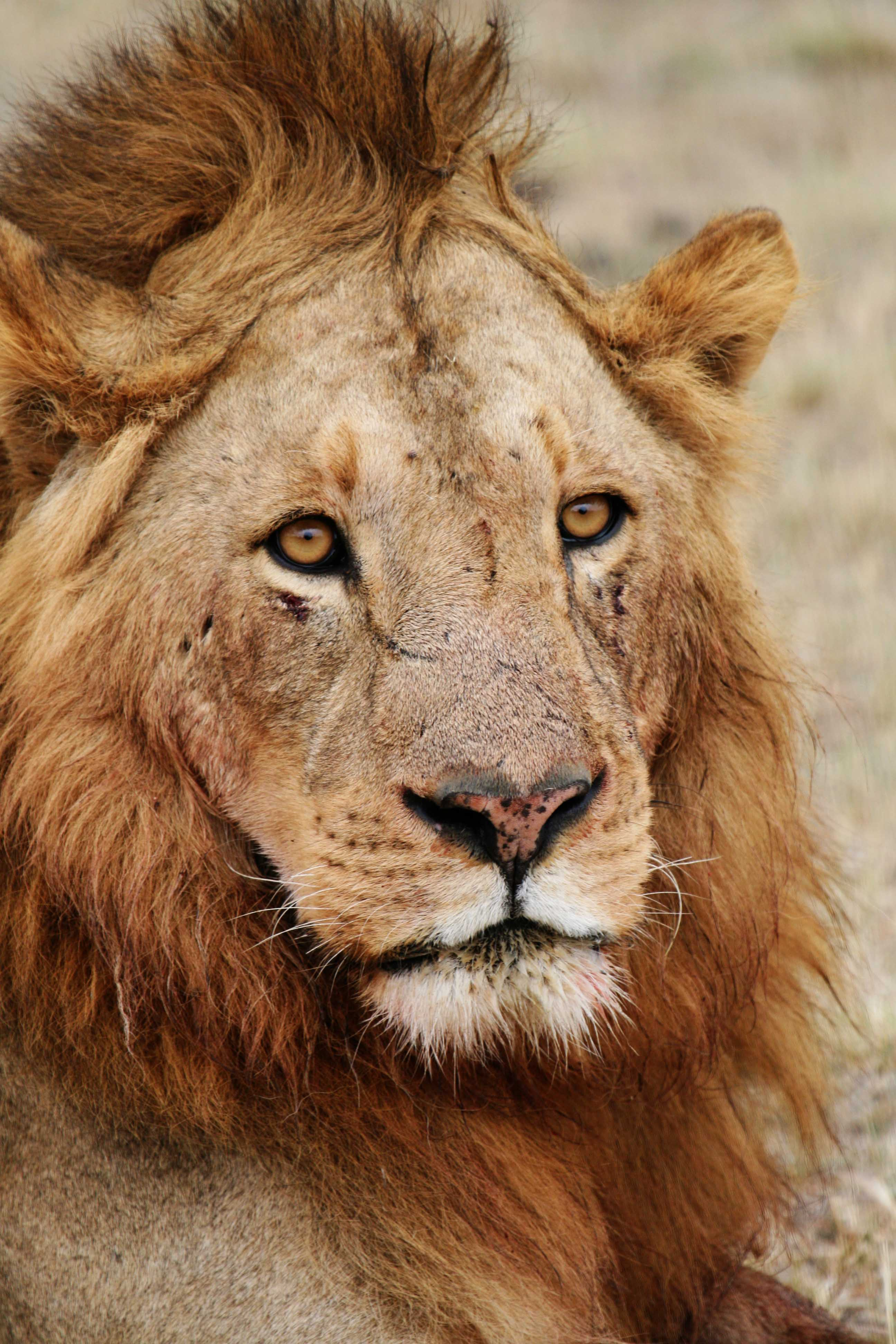
Sư tử là loài động vật uy dũng trong Kinh Thánh

Trong Kinh Thánh, sư tử (Aslan) là biểu tượng cho ý chí của Chúa trời. Nếu chiêm bao thấy hình ảnh sư tử đực uy nghi, như hình ảnh của Khải Huyền, thì đó là quyền tể trị của Đấng Chúa trời. Trong Kinh Thánh, từ "sư tử" được đề cập khoảng 150 lần, những người viết nó đã rất quen thuộc với loài sư tử. Thánh Kinh cho biết rằng: Sư tử, mạnh hơn hết trong các loài vật, Chẳng lui lại trước mặt loài nào cả.
Thánh Kinh chép rằng: Kẻ ác chạy trốn dầu không ai đuổi theo; Nhưng người công bình mãnh dõng như một sư tử. Trong khi đó một số lời tường thuật thì nhắc đến việc chạm trán với sư tử thật. Chẳng hạn, Sam-sôn, Đa-vít và Bê-na-gia đã giết sư tử. Những nhân vật khác thì bị sư tử sát hại. Ngoài ra, hổ (láyísh), cũng được nhắc đến trong Kinh Thánh, nhưng nó lại chỉ về sư tử.
Trong Tân ước: sách Khải huyền, Trong sách cuối cùng của Tân ước, sách Khải Huyền của Thánh Gioan tông đồ, thị kiến của Ngôn sứ Ezechiel có bốn sinh vật bên ngai Thiên Chúa xuất hiện gọi là Bốn hình hài. Bốn con vật được Ezechiel viết lại trong sách Kinh Thánh, để diễn tả về ngai Thiên Chúa: Ở chính giữa, có cái gì tựa như bốn sinh vật. Mỗi sinh vật có bốn mặt và bốn cánh. Còn chân của chúng thì thẳng; bàn chân tựa bàn chân con bê, lấp lánh như đồng sáng loáng. Bên dưới cánh, có những bàn tay giống tay người quay về bốn phía; mặt và cánh của bốn sinh vật cũng đều như thế.
Chúng đều có mặt người, cả bốn đều có mặt sư tử bên phải, cả bốn đều có mặt bò rừng bên trái, cả bốn đều có mặt phượng hoàng. Người, sư tử, con bò và chim đại bàng còn có thể nói lên thang cấp của uy quyền, Sư tử là loài thú vật hoang dã, Con Bò là loài thú vật thực dụng cho con người, và Đại bàng" là loài chim trời. Sách Ezechiel là bốn khuôn mặt: mặt người, mặt sư tử, mặt con bò và mặt chim đại bàng. Còn nơi sách Khải huyền là hình dạng sư tử, hình dạng con bò, hình dạng người, và hình dạng chim đại bàng. Đây dù là con sư tử nhưng trong thị kiến của Tiên tri thì nó lại có cánh.
Giêsu Kito được bốn khuôn mặt, bốn hình dạng của sinh vật loan báo, như Chúa Giêsu tỏ mình ra trong bốn phúc âm là người dũng lực qua hình ảnh con sư tử, là linh mục lo phần tế tự qua hình ảnh con bò, trở thành con người qua hình ảnh một người, và là thần linh hướng dẫn tâm linh con người qua hình ảnh con chim đại bàng. Giáo phụ Irenaeus sắp xếp hình ảnh Sư tử cho Thánh sử Gioan, con bò cho Thánh sử Luca, hình người cho Thánh sử Mattheo, và hình con chim đại bàng cho Thánh sử Marcô. Con sư tử được chọn vì nó tượng trưng cho sức mạnh và tiếng gầm vang trong sa mạc hoang vắng.
Hieronimo cũng sắp xếp thứ tự khác như Hình dạng con người là biểu tượng cho Mattheo. Hình dạng con sư tử là biểu tượng cho Marco. Vì phúc âm theo Thánh sử Marco ngay khởi đầu có tiếng lời kêu gọi của Thánh Gioan Tiền hô trong sa mạc như tiếng sư tử gầm thét kêu gọi ăn năn thống hối cải thiện đời sống dọn đường cho Chúa đến. Hình ảnh con sư tử biểu trưng cho sự sống lại của Chúa Giêsu, Thánh sử Marcô với hình con sư tử, Thánh sử Matthêu với hình một người, Thánh sử Luca với hình con bò, và Thánh sử Gioan với con chim đại bàng. Sau này, trong lời kể của một nhà tiên tri về quái thú Khải Huyền (bốn con quái thú) thì con thú thứ nhất, con thú thứ hai có hình dáng con sư tử (lai báo hoa mai)

### Congấu
Trong Kinh Thánh, con gấu (thuộc phân loài Ursus syriacus) là hình ảnh của người ác, tính dễ nóng giận, nguy hiểm. Sự phẫn nộ được gắn liền với con gấu và màu đỏ, Giận dữ như một con gấu đen phát điên, nó cắn phá, gào rú, gầm gừ, dã man ăn tươi nuốt sống bất cứ thứ gì đã chọc vào nó. Đôi mắt nó long lên sòng sọc. Cái hàm đầy răng nhọn lởm chởm luôn há ra, gào rú. Đôi tay to khoẻ luôn đấm dữ dội vào bộ ngực to khoẻ như muốn móc trái tim điên dại của chính nó ra mà cắn mà xé.

### Hươu nai
Trong Kinh Thánh, hươu nai (áyyãl hay'áyyãlah) là một loài thuộc họ hươu, tượng trưng cho sự lanh lẹ, khả năng vượt qua những cản trở cách dễ dàng. Nai tơ xinh đẹp dễ thương báo trước sự cám dỗ về nhan sắc. Các loại hươu nai hơi xa lạ mà chiêm bao thấy, thì phải tìm hiểu về các đặc tính của loại hươu đó để biết điềm chiêm bao muốn truyền đạt ý nghĩa gì. Các loại sơn dương (çebî), hoàng dương, dê hoang, cũng có thể gộp vào loại nầy, mặc dù chúng không cùng một họ.

### Tê giác
Tê giác (re'em) là loài thú đáng sợ, vì nó sẽ tấn công bất cứ thứ gì đến gần nó; tượng trưng cho sự đe doạ, cũng là biểu hiện về loại người sẽ tìm cách dùng thế lực, hay lợi dụng cơ hội, xông vào công việc chung nhưng làm theo ý riêng; nó cũng là hình ảnh về thế lực của truyền thống trong những người chống trả sự cải tổ những việc làm không hiệu quả của Hội thánh hay hệ phái. Khối lượng lớn của thân thể con tê giác cũng là biểu hiện rằng sự đe doạ hay thế lực chống đối không phải là nhỏ hay tầm thường, mà phải cẩn trọng vì đó là một nhóm người tạo thành một thế lực đủ mạnh để gây khó khăn cho công việc chung của Hội Thánh hay của cá nhân người chiêm bao. 

### Conrắn

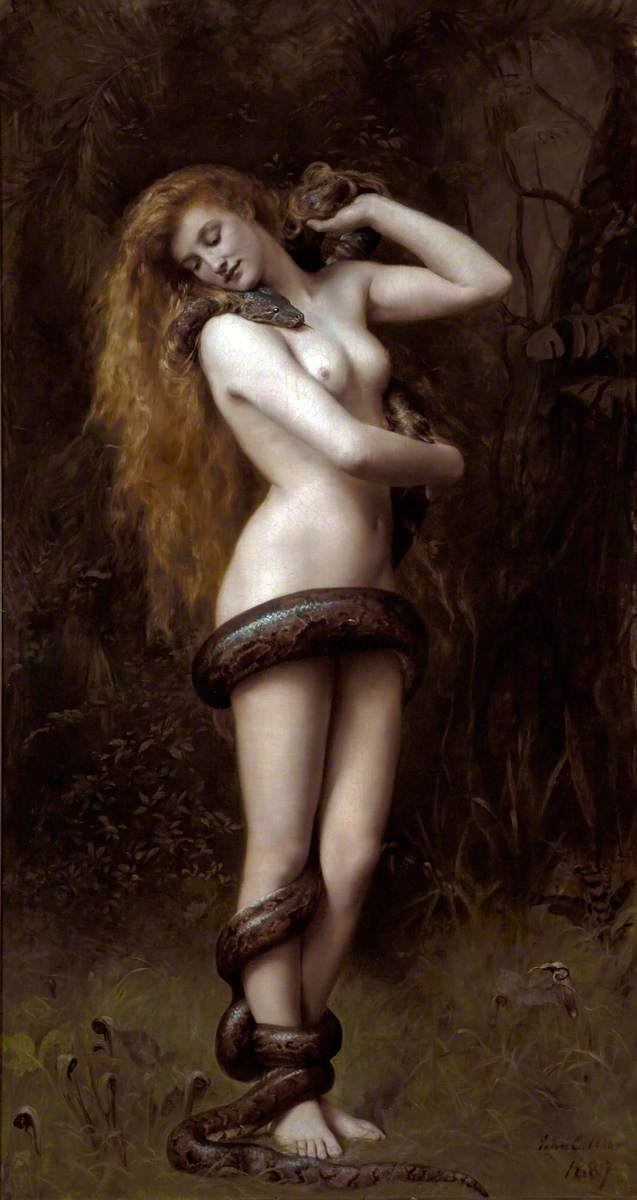
Con rắn trên vườn địa đàng

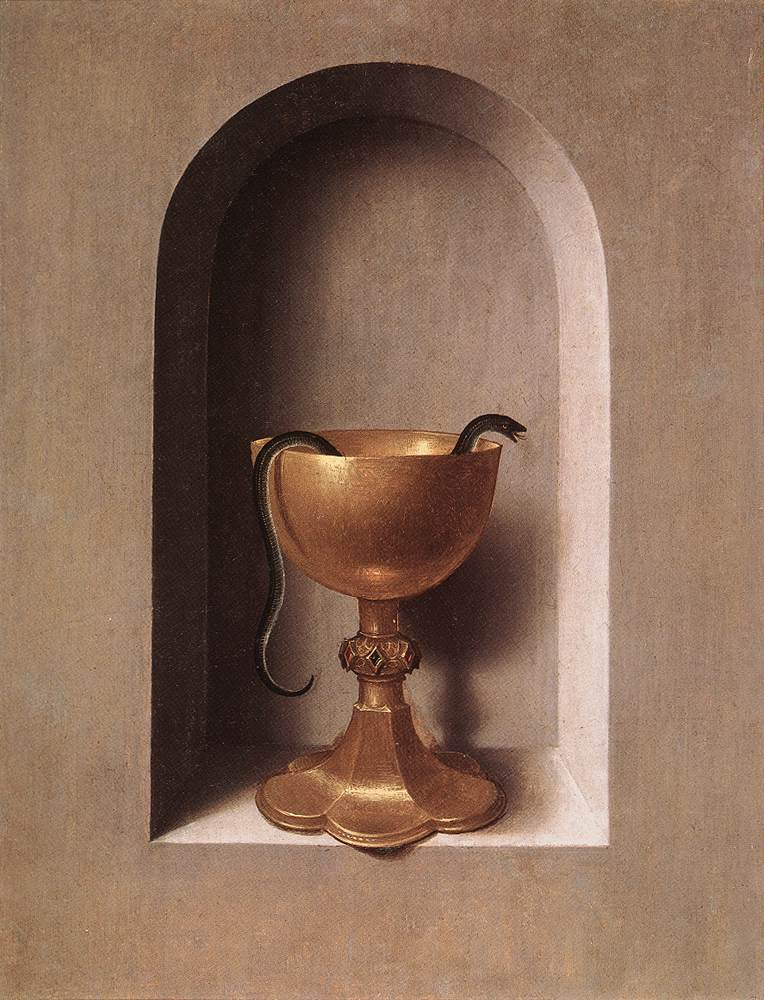
Con rắn trong chén thánh

Trong Kinh Thánh, hình ảnh loài rắn không bao giờ là tốt. Nó tượng trưng cho lời nói dối, lừa gạt, độc địa, lời nói tàn độc hãm hại, tính tình quỷ quyệt, hiểm độc, nếu nằm chiêm bao thấy con rắn thì là sự cảnh báo trước phải cẩn thận về các âm mưu hiểm độc hay sự tấn công độc địa của hạng người có lòng dạ xảo quyệt. Thánh vịnh chương 140:2-4 nói đến hạng người gian ác, miệng lưỡi như rắn độc và dạy khấn câu: Lạy Chúa, xin cứu con khỏi người gian ác, giữ gìn con khỏi kẻ bạo tàn. Lòng chúng bày chước độc mưu thâm, chúng mài lưỡi nhọn như lưỡi rắn, chứa đầy mồm nọc độc hổ mang.
Sách Sáng thế Khải huyền 4 nói về con Rắn, là con quỷ quyệt hơn mọi con thú trên cánh đồng. Con rắn xúi giục người nữ (Eve) ăn trái cấm, nói với cô ta rằng nó sẽ không dẫn tới cái chết, người nữ không kìm nổi, và đưa trái cho người nam, và người nam cũng ăn, và mắt của hai người mở ra. Khi ấy đã nhận thức được sự trần truồng của mình, họ che nó đi bằng những chiếc lá sung. Chúa trời hỏi, Eva đổ cho con rắn. Chúa trời nguyền rủa con rắn mày sẽ đi bằng bụng, và mày sẽ ăn bụi trong suốt những ngày của cuộc đời mày có ý kiến cho rằng con rắn đã dụ Eva ăn trái cấm vào ngày thứ 17 ở tháng thứ hai của năm thứ 8 sau khi Adam được tạo ra.
Con rắn ở đây được cho là một con rắn cái. Nghệ thuật Kitô giáo Trung Cổ thường thể hiện con Rắn trong Vườn Eden là một người nữ, vì thế vừa nhấn mạnh tính chất cám dỗ vừa nói tới mối quan hệ của nó với Eva. Nhiều chức sắc trong thời kỳ đầu, gồm cả Clement của Alexandria và Eusebius của Caesarea, giải thích từ trong tiếng Hebrew "Heva" không chỉ là cái tên của Eva, mà trong hình thức âm hơi của nó là con rắn cái. Ngoài ra, con rắn đã xúi giục Eva được giải thích là quỷ Satan, hay rằng Satan đã dùng con rắn như một cái loa.
Có tài liệu kể lại đối thoại giữa Giavê và A-dam, E-va sau khi cặp nam nữ này trái cấm vì nghe theo lời con rắn dụ dỗ. Đức Chúa là Thiên Chúa hỏi: "Ai đã cho ngươi biết là ngươi trần truồng? Có phải ngươi đã ăn trái cây mà Ta đã cấm ngươi ăn không? ". Con người thưa: "Người đàn bà Ngài cho ở với con, đã cho con trái cây ấy, nên con ăn" Đức Chúa là Thiên Chúa hỏi người đàn bà: "Ngươi đã làm gì thế?" Người đàn bà thưa: "Con rắn đã lừa dối con, nên con ăn" E-và đổ lỗi cho con rắn. Không ai dám nhận lỗi trước mặt Giavê.
Tại liệu khác kể lại vua Pha-ra-ôn đòi một phép lạ để chứng tỏ Đức Giavê muốn đưa dân Is-ra-en ra khỏi đất Ai-cập. Đức Chúa phán với ông Mô-sê và ông A-ha-ron: "Nếu Pha-ra-ôn bảo các ngươi: Hãy làm một phép lạ xem, ngươi hãy nói với A-ha-ron: Anh cầm cây gậy của anh, ném xuống trước mặt Pha-ra-ô, và gậy sẽ hoá thành một con rắn to" Mô-sê và ông A-ha-ron liền đến với Pha-ra-ô và làm theo. Ông A-ha-ron ném cây gậy của mình xuống trước mặt Pha-ra-ô, gậy hoá thành một con rắn to. Mặc dù đã thấy phép lạ cây gậy hóa rắn mà vua vẫn không tin. Mãi đến lúc các con đầu lòng trong dân Ai Cập bị chết thì vua mới bằng lòng để Mô-sê dẫn dân Is-ra-en ra khỏi Ai-cập.
Tài liệu khác kể rằng dân Do Thái bị rắn độc cắn và Giavê đã chữa. Giavê cho rắn độc đến hại dân. Dân đến nói với ông Mô-sê: "Chúng tôi đã phạm tội, vì đã kêu trách Giavê và kêu trách ông. Xin ông khẩn cầu Giavê để Người xua đuổi rắn xa chúng tôi" Giavê liền nói: "Ngươi hãy làm một con rắn và treo lên một cây cột. Tất cả những ai bị rắn cắn mà nhìn lên con rắn đó, sẽ được sống" Ông Mô-sê bèn làm một con rắn bằng đồng và treo lên một cây cột. Và hễ ai bị rắn cắn mà nhìn lên con rắn đồng, thì được sống. Hình ảnh con rắn đồng treo lên một cây cột để ai bị rắn cắn nhìn lên sẽ được sống.
Có văn bản nói đến con rắn đồng mà Mô-sê đã dựng lên trong sa mạc chữa rắn độc cắn. Thời đó, Do Thái luôn thờ các loại thần và điều này đã từng làm Giavê nổi giận. Để nhớ lại con rắn đồng đã cứu sống dân Do Thái, họ dựng lại con rắn rồi dần dần thờ cúng con rắn như một vị thần. Một vị vua sau đó đã dẹp các tế đàn ở nơi cao và đập tan con rắn đồng ông Mô-sê đã làm, vì cho đến thời đó, con cái Ít-ra-en vẫn đốt hương kính nó, người ta gọi nó là Nơ-khút-tan. Dân Do Thái thời Mô-sê thờ bò vàng rồi đến rắn đồng. Mãi đến thời vua Khít-ki-gia con rắn đồng mới bị đập nát theo lệnh vua.

### Cá sấu
Con cá sấu tượng trưng cho cái miệng của người lắm lời mang tới sự huỷ phá trầm trọng. Cũng biểu hiện cho người ở vị trí có quyền lực hay có ảnh hưởng dùng sự vu khống, phao tin đồn hãm hại đối tượng họ thù ghét. Cũng nói về những hành động thầm lặng, lén lút, ném đá giấu tay; giống như hình ảnh cá sấu lặng lẽ bơi ngầm dưới mặt nước tiến tới tấn công con mồi thờ ơ không biết hiểm nguy đang tới gần, hình ảnh cá sấu trong chiêm bao cảnh báo về những hành động ám hại lén lút của người có ảnh hưởng trên nhiều người khác.
Leviathan là con quái vật biển khổng lồ do Chúa tạo ra và được nhắc đến trong Kinh Thánh. Nó là con cá sấu khổng lồ lai với rắn biển, tài liệu khác có nói Leviathan là con cá được tạo ra vào ngày thứ năm của buổi sơ khai. Sách mô tả rằng: Chúa đã tạo ra một cặp Leviathan, một con đực và một con cái, nhưng Chúa lo sợ rằng chúng sẽ phá hủy thế giới, đã giết con cái và dùng thịt của nó ban cho những người ngay thẳng chính trực trong ngày Đấng cứu thế giáng sinh.

### Concá
Trong cuốn sách của Jonah có miêu tả về một con cá lớn là vật của nhà tiên tri Jonah. Ichthys (còn được viết là Ichthus, hoặc Ikhthus, từ tiếng Koine Greek: ἰχθύς, viết hoa ΙΧΘΥΣ hoặc ΙΧΘΥϹ) là một chữ Hy Lạp cổ và kinh điển có nghĩa là con cá. Trong tiếng Anh nó mang ý nghĩa là một vật tượng trưng, bao gồm hai hình cung bắt chéo vô nhau, ở phần cuối bên phải được kéo dài ra giống như cái đuôi cá. Vật tượng trưng này là ký hiệu bí mật đối với những ki tô giáo thuở đầu, và bao giờ thông tục còn được gọi là ký hiệu của cá hoặc cá của Jesus hay còn gọi là ký hiệu chỉ dẫn của Chúa
Trong Kinh Thánh cũng nhắc đến con cá thông qua câu chuyện về Hóa bánh ra nhiều kể về truyền cho dân chúng ngồi xuống cỏ rồi ông cầm lấy năm cái bánh và hai con cá, ngước mắt lên trời, dâng lời chúc tụng, và bẻ ra, trao cho môn đệ. Và môn đệ trao cho dân chúng. Ai nấy đều ăn và được no nê. Những mẩu bánh còn thừa, người ta thu lại được mười hai giỏ đầy. Số người ăn có tới năm ngàn đàn ông, không kể đàn bà và trẻ con.
- Hóa bánh ra nhiều lần thứ nhất dành cho 5000 người ăn là phép lạ duy nhất được trình thuật trong cả bốn quyển Phúc Âm quy điển[78]. Đây còn gọi là Phép lạ năm chiếc bánh và hai con cá.
- Hóa bánh ra nhiều lần thứ hai dành cho 4000 người ăn chỉ được chép trong Kinh Thánh. Phép lạ này còn được gọi là Phép lạ bảy cái bánh và con cá[79].

### Loài khác
- Hình ảnh loài chuột không khi nào có ý nghĩa tốt. Nó là biểu hiện của bệnh tật, trộm cắp, cắn phá, lén lút, lừa dối, sống nhờ rác rưởi. Loài ngân thử (Hyrax) là loài ô uế.
- Nếu thấy những con cọp, beo, hay sư tử xuất hiện trong chiêm bao, thì ý nghĩa đúng theo bản chất của loại thú thuộc họ mèo lớn là tàn bạo, hung dữ, cắn nuốt, vô cùng nguy hiểm.
- Ếch nhái (thuộc loài Rana esculenta) biểu tượng cho tham lam trong 7 dục vọng trong Kinh Thánh. Loài người vẫn truyền miệng nhau câu chuyện một con ếch muốn to bằng con bò nên cố mà phùng mang trợn má nên cuối cùng đã bể bụng mà chết.
- Con heo vẫn luôn tượng trưng cho sự dơ bẩn và thói xấu, chúng là tiêu biểu cho loài vật ô uế.
- Hình ảnh loài khỉ cũng biểu hiện cho bản chất láu táu, trộm cắp, không lương thiện, dại dột, đầy thói quen xấu.
- Châu chấu tượng trưng cho một đội quân xâm lược, trở thành đám mây châu chấu[80].
- Hình ảnh con voi cũng tuỳ theo hành động của nó trong giấc mơ mới có thể biết ý nghĩa. Nếu thấy nó làm việc cần cù nâng hay di chuyển các vật nặng, thì có nghĩa là sự giúp đỡ sẽ tới, nhưng nếu nó cản đường thì là thế lực cản trở khó đối phó.